# Gustaf Wilhelm von Gertten
Gustaf Wilhelm von Gertten, född 19 januari 1679 i Narva, död 21 januari 1754 i Karlskrona, var en svensk sjöofficer.
Gustaf Wilhelm Von Gertten var son till översten Mauritz von Gertten. Han blev 1693 arklimästare vid flottan i Karlskrona, var 1694–1699 i holländsk tjänst och deltog i flera sjöexpeditioner som kadett i holländska flottan. Efter hemkomsten tjänstgjorde han under stora nordiska kriget på svenska örlogsflottan, utnämndes 1700 till löjtnant och 1703 till skeppskapten. I slaget vid Kolberger Heide 1715 blev han tillfångatagen av danskarna sedan han med försvarat sitt fartyg Nordtiernan mot övermakten. von Gertten, som under fångenskapen utnämndes till kommendör 1715, återkom till Sverige 1719 varefter han under återstoden av kriget innehade fartygsbefäl. Han befordrades 1730 till schoutbynacht och 1736 till viceamiral. År 1737 blev han kommendant i Karlskrona och 1738 amiral och amiralitetsråd. År 1739 blev von Gertten utnämnd till riksråd men tackade nej.